# 貝波特 (紐約州)
貝波特（英語：Bayport）是位於美國紐約州薩福克縣的普查規定居民點。

## 人口
根據2020年美國人口普查的數據，貝波特的面積為9.86平方千米，當中陸地面積為9.68平方千米，而水域面積為0.18平方千米。當地共有人口8609人，而人口密度為每平方千米873.12人。